# Pirates (film 2005)
Pirates – wysokobudżetowy amerykański film pornograficzny z 2005 roku, wyprodukowany przez studia Digital Playground oraz Adam & Eve. Film zdobył szereg nagród AVN Awards i XRCO Awards. Występuje w nim wiele znanych gwiazd porno, a produkcja przygotowana była z niecodziennym dla tego gatunku rozmachem.
Jak podaje oficjalna strona Piratów, celem przyświecającym reżyserowi było stworzenie filmu będącego swoistym połączeniem kina pornograficznego z charakterystycznymi dla hollywoodzkich produkcji elementami przygody, romansu i komedii. W Piratach oprócz 10 scen erotycznych znajdują się także walki na morzu, romantyczne dialogi młodych kochanków, motywy zdrady i przemiany moralnej, a nawet parafrazy cytatów z literatury klasycznej. Film czerpie też z przeboju kinowego Piraci z Karaibów: Klątwa Czarnej Perły.
Piraci to najlepiej sprzedający się i najdroższy film erotyczny wszech czasów, z budżetem przewyższającym $1 000 000. Nakręcony został cyfrowymi kamerami typu High Definition. Film zawiera ponad 300 ujęć z efektami specjalnymi, a ścieżka dźwiękowa jest zgodna ze standardem dźwięku przestrzennego Dolby Digital 5.1. Część scen nakręcono na replice okrętu HMS Bounty, która znajduje się w St. Petersburgu na Florydzie. Wydanie Piratów na DVD zawiera trzy płyty, w tym m.in. dodatki takie jak trailer, biografie aktorów i aktorek, pomyłki przy kręceniu filmu i inne. 11 lipca 2006 ukazała się krótsza, 80 minutowa wersja ocenzurowana.

## Obsada
- Jesse Jane jako Jules
- Carmen Luvana jako Isabella
- Janine jako Serena
- Devon jako Madelyn
- Teagan Presley jako Christina
- Evan Stone jako kapitan Edward Reynolds
- Tommy Gunn jako kapitan Eric Victor Stagnetti
- Austyn Moore jako Angelina
- Kris Slater jako Manuel Valenzuela
- Jenaveve Jolie jako cygańska tancerka
- Steven St. Croix jako Marco
- Nhan jako Wu Cho
- Scott Nails jako marynarz w kajucie Jules
- Frank Bukkwyd jako Oxford
- Brian Surewood jako Gino
- Harry Bali jako ksiądz
- Keyser Soze jako alfons
- Mando M. jako Indianin
- Charmane Star jako prostytutka w Różowych Kulach Armatnich
- Trina Michaels jako prostytutka w Różowych Kulach Armatnich
- Austin Kincaid jako prostytutka w Różowych Kulach Armatnich
- Jolie Harris jako prostytutka w Różowych Kulach Armatnich
- Joshua jako stary kapitan

## Streszczenie
W 1763 roku na Morzu Karaibskim grasuje bezwzględny pirat kapitan Eric Victor Stagnetti. Chce zdobyć władzę nad armią nieśmiertelnych szkieletów, która pozwoli mu kontrolować świat. By obudzić spoczywające w podziemiach jaskini na Wyspie Calaveras szkielety, potrzebuje berła należącego niegdyś do władców imperium Inków. Jedyną osobą mogącą zabrać pilnie strzeżone przez siły nadprzyrodzone berło z jaskini jest potomek inkaskiego władcy Atahualpy, Manuel Valenzuela. Podróżuje on właśnie do Nowej Sewilli ze świeżo poślubioną żoną Isabellą. Kapitan Barabone napada na ich statek, porywa Manuela, a Isabellę wyrzuca za burtę.
Dziewczyna zostaje uratowana przez załogę Morskiego Ogiera, okrętu należącego do pogromców piratów gubernatora Edwarda Reynoldsa i jego pierwszego oficera Julesa. Obiecują oni pomóc dziewczynie i odnaleźć Manuela. By zdobyć więcej informacji o poczynaniach Barabone'a, udają się na Wyspę Miecza i Pochwy. Jules jest tam świadkiem magicznego rytuału, podczas którego ostatecznie zostaje ujawnione miejsce ukrycia berła. Piraci na pokładzie Diabelskiej Róży oraz załoga Morskiego Ogiera udają się na Wyspę Calaveras, gdzie dochodzi do konfrontacji. Barabone, wykorzystując Manuela, zdobywa berło i ożywia szkielety, jednocześnie wyrzekając się swej pierwszej oficer Sereny. Zdradzona piratka przyłącza się do gubernatora Reynoldsa i jego ludzi. Manuel zostaje uratowany, ale grupę atakuje armia szkieletów. Bohaterom udaje się zbiec i ruszają w pościg za Barabonem. Podczas dramatycznej bitwy morskiej Barabone ginie, a Diabelska Róża idzie na dno wraz z berłem.

## Polska wersja językowa
Na początku listopada 2006 powstały polskie napisy do Piratów. Angielski scenariusz obfituje w słowa z osiemnastowiecznej gwary żeglarskiej i pirackiej, które w języku polskim ze względu na inne realia historyczne nie znalazły swoich odpowiedników. Ponadto niektóre kwestie bohaterów są parafrazami anglojęzycznych przysłów bądź cytatów z literatury klasycznej. Poniższe wyjaśnienia mogą przybliżyć polskim odbiorcom niejasne dla nich fragmenty. Osobom znającym angielski pomocą może też posłużyć Słownik Gwary Pirackiej (strona anglojęzyczna).

## Nagrody
Piraci zdobyli 12 nagród AVN Awards w następujących kategoriach:
- Najlepszy Film Pełnometrażowy
- Najlepsze DVD
- Najlepszy Reżyser – Film Pełnometrażowy: Joone
- Najlepsza Aktorka – Film Pełnometrażowy: Janine
- Najlepsza Produkcja High Definition (najlepsza wysokobudżetowa produkcja)
- Najlepsza Scena Lesbijska – Film Pełnometrażowy: Janine i Jesse Jane
- Najlepsze Efekty Specjalne
- Najlepszy Aktor – Film Pełnometrażowy: Evan Stone
- Najlepsza Muzyka
- Najlepsza Męska Rola Drugoplanowa – Film Pełnometrażowy: Tommy Gunn (najlepszy aktor drugoplanowy – wideo)
- Najlepsza Internetowa Kampania Marketingowa
- Najlepsza Płyta Wszech Czasów: Piraci Dysk #2

Piraci zdobyli 2 nagrody XRCO Award w roku 2005 w poniższych kategoriach:
- Najlepsze Wydawnictwo
- Najlepszy Film Epicki

## Sequel
Pod koniec września 2008 roku ukazał się sequel filmu zatytułowany Pirates II: Stagnetti’s Revenge (również w reżyserii Joone’a). Film wydano w formacie DVD/VHS.